# ريس ميرفي
ريس ميرفي (بالإنجليزية: Rhys Murphy)‏ (6 نوفمبر 1990 شوريهام المملكة المتحدة - ) هو لاعب كرة قدم بريطاني يلعب كمهاجم.

## وصلات خارجية
ريس ميرفي على موقع الاتحاد الأوربي (الإنجليزية)
- ريس ميرفي على موقع قاعدة بيانات كرة القدم.إي يو (الإنجليزية)
- ريس ميرفي على موقع Soccerbase.com (لاعب) (الإنجليزية)
- ريس ميرفي على موقع Soccerway.com (الإنجليزية)